# Veselka Pevec
Veselka Pevec, slovenska paraolimpijka in strelka, * 19. julij 1965, Knin, SR Hrvaška.
Veselka je na paraolimpijskih igrah v Riu leta 2016 z zračno puško stoje v disciplini R4 osvojila zlato paraolimpijsko medaljo. Leta 2025 je na izredni podelitvi prejela Bloudkovo nagrado po novem zakonu za nazaj.